# Israël Grammaticus

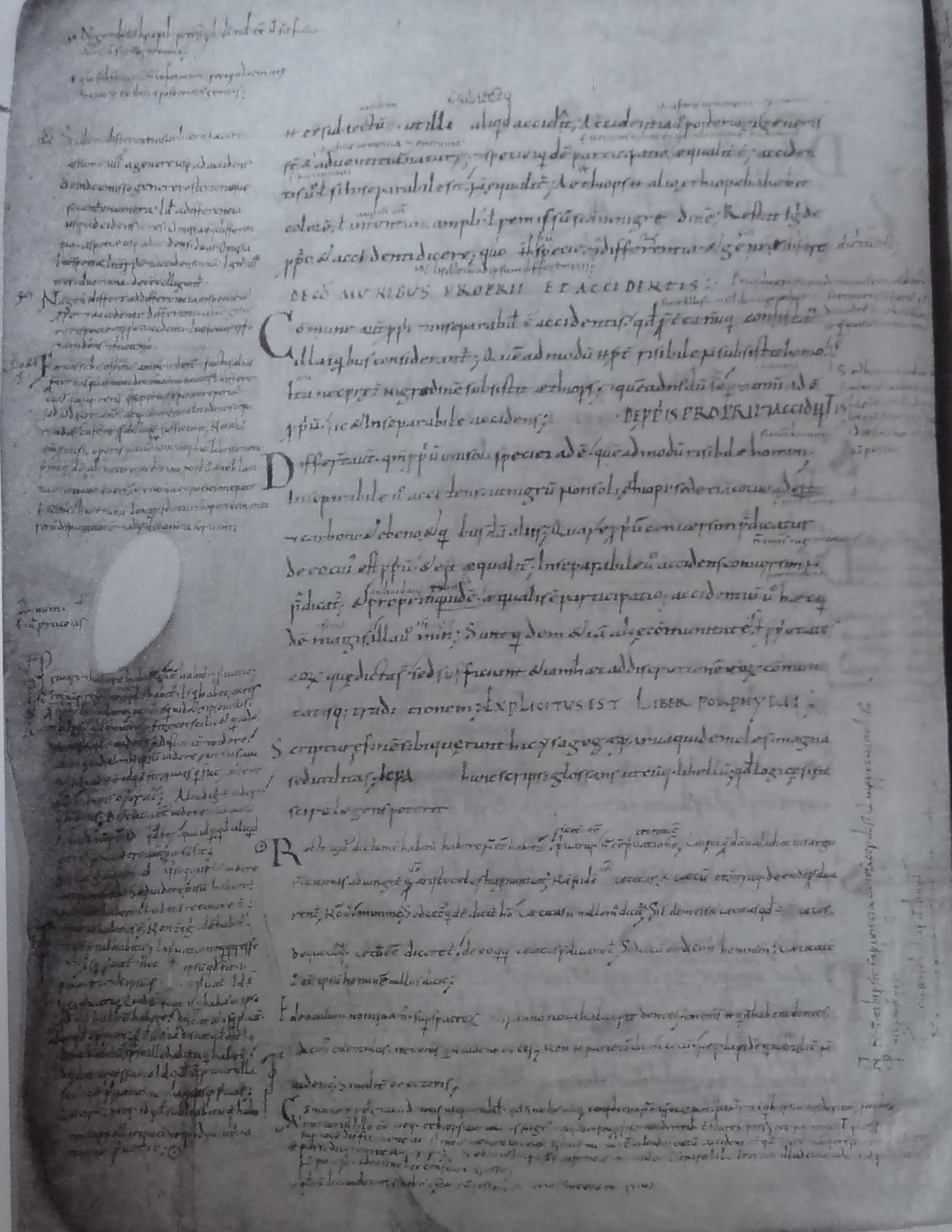
Een pagina uit een boek van Israël Grammaticus, waar hij de Isagoge van Porphyrius becommentarieerd.

Israël Grammaticus (ca. 895 - 26 april, na 965) was in het midden van de tiende eeuw een van de toonaangevende Europese geleerden. In de jaren 930 was hij verbonden aan het hof van koning Æthelstan van Engeland (924-939). Na de dood van Æthelstan slaagde hij er in het beschermheerschap van aartsbisschop Ruotbert van Trier te verwerven. Hij werd de leraar (tutor) van Bruno de Grote, de latere aartsbisschop van Keulen. In de late jaren 940 wordt Israël als bisschop genoemd. Aan het eind van zijn leven was hij een monnik in de benedictijnse abdij van Maximin in Trier.
Israël was waarschijnlijk een Breton. Hij was een volleerd dichter en een aanhanger van de negende-eeuwse Ierse filosoof Johannes Scotus Eriugena. Hij was een van de weinige geleerden van zijn tijd die het Oudgrieks machtig was. Hij schreef theologische en grammaticale traktaten alsmede commentaren op het werk van andere filosofen en theologen.

## Achtergrond

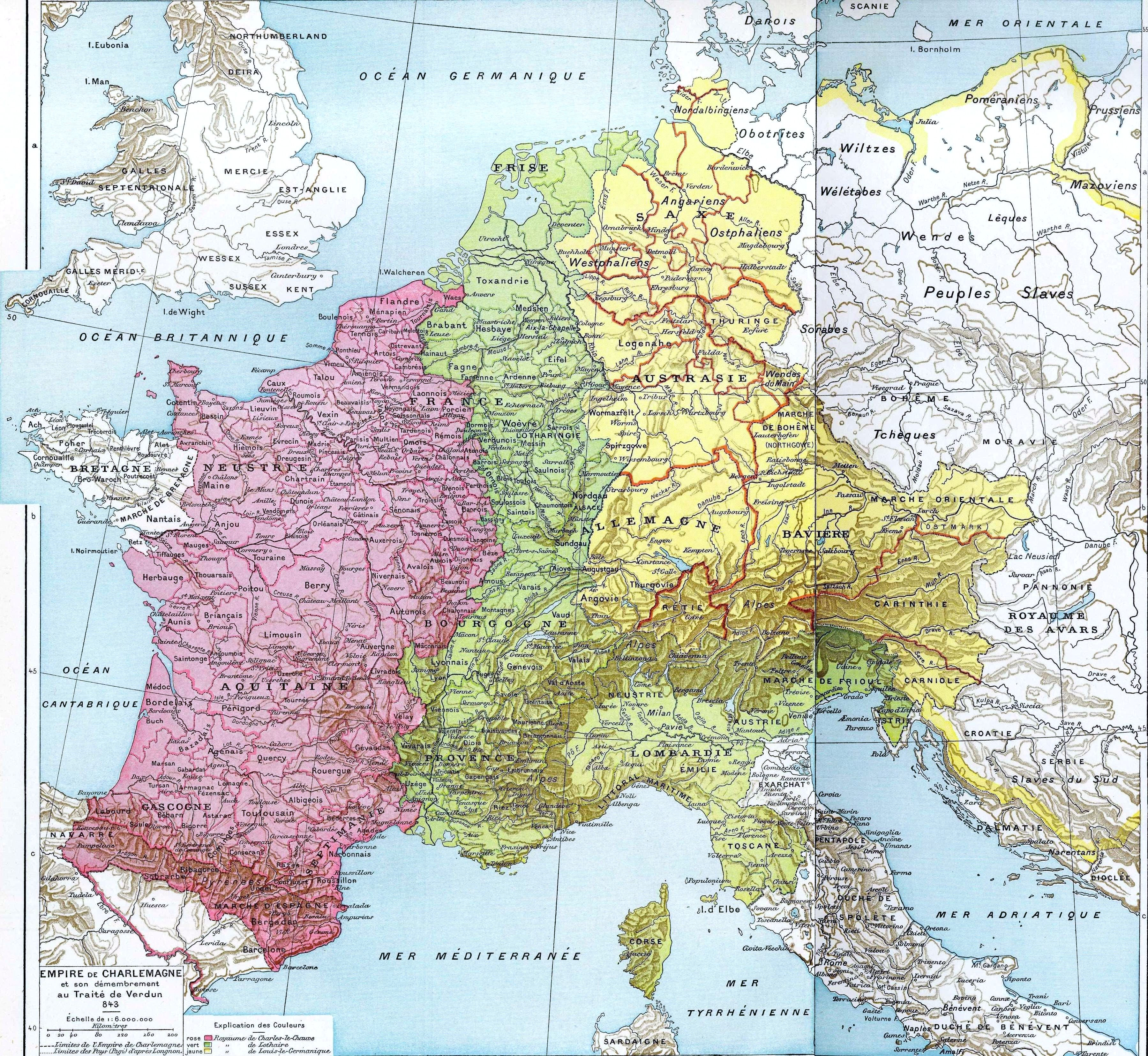
Het Karolingische Rijk tijdens de deling in 843, zo'n vijftig jaar voor de geboorte van Israël Grammaticus.

Onder het bewind van Karel de Grote werd in Europa vanaf de late achtste eeuw een opleving van de wetenschap in gang gezet. Deze opleving staat bekend als de Karolingische renaissance. Het Karolingische Rijk stortte in de late negende eeuw echter ineen. In het algemeen wordt de tiende eeuw gezien als een periode van verval, die bijvoorbeeld in 909 door een Frankische raad als een "Tijd van IJzer" werd beschreven. Dit negatieve beeld van deze periode wordt in toenemende mate door historici zoals Michael Wood's ter discussie gesteld. Volgens Wood vonden er "in de eerste helft van de tiende eeuw vele opmerkelijke en formatieve ontwikkelingen plaats die de Europese cultuur en geschiedenis zouden vormen." De Bijbel bleef de primaire bron van kennis, maar studie van klassieke schrijvers, die eerder als heidenen waren gedemoniseerd, werd steeds aanvaardbaarder.
Toen Alfred de Grote in 871 koning van Wessex werd, stond de wetenschap in het zuiden van Engeland op een laag peil. Er waren geen geleerden die Latijn spraken. Alfred begon aan een herstelprogramma; hij wist geleerden afkomstig uit het vasteland van Europa, Wales en Mercia aan te trekken. Zelf vertaalde hij een aantal werken, die hij van belang achtte, van het Latijn naar de volkstaal, het Angelsaksisch. Zijn kleinzoon, Æthelstan, zette dit werk voort; ook hij nodigde buitenlandse geleerden, zoals Israël Grammaticus uit om naar Wessex te komen. Hij benoemde zelfs een aantal continentale geestelijken tot bisschoppen. In de jaren 930 was het niveau van de wetenschap echter nog steeds niet hoog genoeg om voldoende geletterde Engels priesters te leveren om de vacatures in de bisdommen op te vullen. Pas ten tijde van de generatie die onder Æthelstans bewind werd opgeleid, zoals de toekomstige bisschop van Winchester, Æthelwold van Winchester, die aan het hof van Wessex werd opgeleid en Dunstan, die later aartsbisschop van Canterbury zou worden, slaagde men er in om het peil van de Engelse wetenschap blijvend naar een hoger niveau te tillen.

## Afkomst, jeugd en studie
Er is zeer weinig bekend over Israël Grammaticus afkomst en jonge jaren. Michael Lapidge dateert zijn geboorte rond 900, terwijl Wood zijn geboortedatum zo'n tien jaar eerder, rond 890 plaatst. Hij was een leerling van een zekere Ambrosius en bracht een tijd in Rome door. Het is echter niet bekend, wie deze Ambrosius geweest is en of Ambrosius al of niet Israel Grammaticus' leraar in Rome was. Volgens Wood was Grammaticus' in de jaren 930 monnik in de abdij van Sint-Maximinus in Trier.
Tiende-eeuwse bronnen geven tegenstrijdige bewijzen over de afkomst van Israël Grammaticus. Ruotger beschrijft Israël in zijn vita van Bruno de Grote als Iers, terwijl Flodoard hem in zijn Kroniek als "Britto" beschrijft. Dit kan verwijzen naar Brittannië, Cornwall of Wales, alle drie Keltisch sprekende gebieden die schuilplaatsen boden voor Britten die gevlucht waren voor de Angelsaksische verovering van Engeland. Volgens Lapidge: "geeft de consensus van de moderne wetenschap de voorkeur aan een Ierse afkomst, hoewel de zaak nog niet goed is onderzocht"
Hij beargumenteert dat Dub Innse, de bisschop van Bangor in County Down, Israël Grammaticus als een "Romeinse geleerde" beschreef. Blijkbaar herkende deze bisschop hem blijkbaar niet als een collega-Ier. Lapidge stelt dat Flodoard een tijdgenoot van Israël was en hem kan hebben gekend, terwijl Ruotger na de dood van Israël schreef en waarschijnlijk geen kennis uit de eerste hand over hem had. Het geven van oudtestamentische Hebreeuwse namen, zoals Israël, was in de tiende eeuw in de Keltische gebieden gebruikelijk. Lapidge concludeert dat Bretagne waarschijnlijker is dan Wales of Cornwall, aangezien manuscripten die aan Israël Grammaticus gerelateerd worden Bretonse glossen bevatten. Verder was Æthelstans hof een toevluchtsoord voor Bretonse geleerden, die op de vlucht waren voor de Viking bezetting van hun thuisland.
In 2007 blies Wood de Ierse theorie nieuw leven in; hij vroeg zich af of Flodoards "Israël Britto" wel "Bretons" betekent. Ook stelde hij dat Ruotger Israël Grammaticus waarschijnlijk wel persoonlijk heeft gekend. Æthelstans biograaf, Sarah Foot, maakt melding van Woods mening, maar zij wijst deze af. Ook stelt zij dat Israël niet Iers, maar mogelijk Bretons was. Thomas Charles-Edwards, een historicus die het middeleeuwse Wales bestudeert, denkt dat Israël Grammaticus Welsh kan zijn geweest.

## Aan het hof van Æthelstan

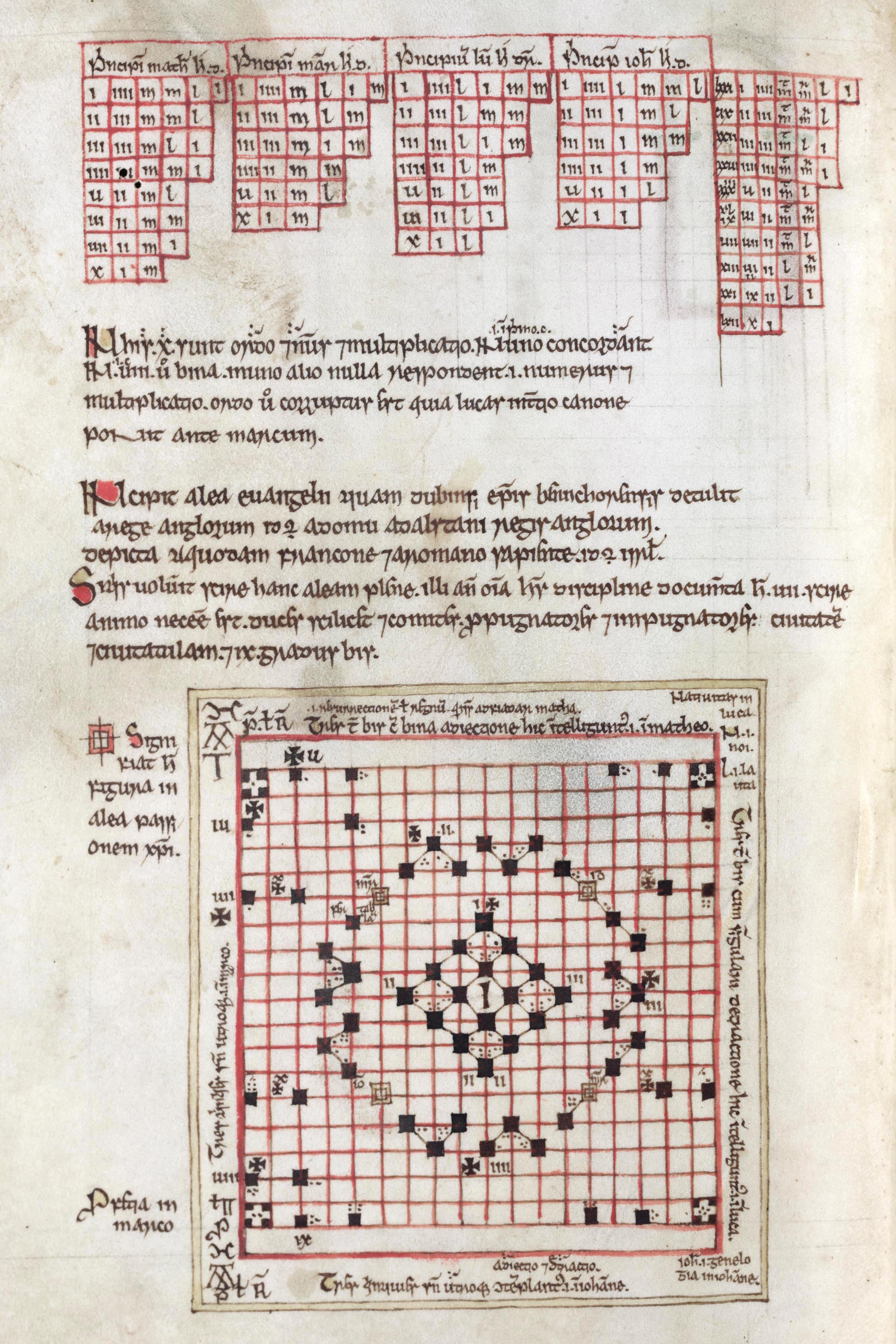
Een twaalfde-eeuwse illustratie van Gospel Dice, het bordspel, dat Israël Grammaticus en een "Frank" voor bisschop Dub Innse tekenden.

Israëls aanwezigheid in Engeland is bekend uit een evengalieboek dat omstreeks 1140 in Ierland werd geschreven. Dit bevat een kopie van een tiende-eeuwse tekening en uitleg van een bordspel met de naam "Evangelie dobbelspel". Het spel was gebaseerd op kanonieke tafels (concordanties voor parallelle teksten van de vier evangeliën). Volgens een aantekening op het manuscript:

Hier begint het "Evangelie dobbelspel" dat Dub Innse, bisschop van Bangor, meegebracht van de Engelse koning, dat wil zeggen van het hof van Æthelstan, koning van Engeland, getekend door een zekere Franco [of Frank] en door Israël, een Romeinse geleerde.

De twaalfde-eeuwse kopiist lijkt Dub Innse's noot van de eerste persoon verandert te hebben in de derde persoon. In een latere passage, interpreteert hij "Romeinse geleerde, dat is Israël" als een verwijzing naar een Romeinse Jood (Iudeus Romanus). Dit is door sommige historici, waaronder David Wasserstein, opgevat als een bewijs dat er een Joodse geleerde aan Æthelstans hof zou hebben verbleven, maar Lapidge stelt dat deze interpretatie te herleiden is tot dit misverstand door de 12e-eeuwse kopiist. Deze zienswijze wordt over het algemeen door historici aanvaard. Israël wordt gezien als Israël Grammaticus, die als een Romeinse geleerde wordt beschreven omwille van de tijd die hij in Rome had verbleven. Het "Evangelie dobbelspel" laat zien dat hij een periode aan het hof van Æthelstan doorbracht. Een aantal manuscripten, die met Israël Grammatcus in verband worden bracht, waaronder twee van de vier bekende exemplaren van zijn gedicht De arte Metrica, werden in Engeland geschreven. In Foots zienswijze:

biedt Israël een verleidelijke link tussen de sferen van mannelijke kameraadschap van een conventioneel koninklijk hof en de ijlere, wetenschappelijke atmosfeer die Æthelstan mogelijk zowel naar zijn tijdgenoten als naar het nageslacht wilde uitstralen.

Israël was een beoefenaar van de "hermeneutische stijl" van het Latijn. Dit werd gekenmerkt door lange, ingewikkelde zinnen en een voorliefde voor zeldzame woorden en neologismen. Hij beïnvloedde waarschijnlijk de klerk die bij historici bekendstaat als "Æthelstan A", een vroege exponent van deze stijl in de oorkonden die hij tussen 928 en 935 opstelde. Dit hermeneutische Latijn zou de dominante stijl worden van de Engels-Benedictijnse hervormingsbeweging van de late tiende eeuw. Israël kan in de jaren 930 aan Æthelstans hof een vroege mentor zijn geweest van Æthelwold, een van de leiders van de "hermeneutische stijl". De Latijnse teksten die Israël meebracht naar het hof van koning Æthelstan stonden onder invloed van Ierse schrijvers. De historica Jane Stevenson beweert dat via deze teksten een Hiberno-Latijns-element in de hermeneutische stijl van het Latijn in Engeland is terechtgekomen.

## Latere carrière
Israëls gedicht, De arte Metrica werd opgedragen aan Ruotbert, de aartsbisschop van Trier. Dit gedicht is vrijwel zeker in Engeland geschreven, en de opdracht was waarschijnlijk van Israël Grammaticus een succesvolle poging om Ruotberts patronage te winnen, dit nadat Æthelstan in 939 was gestorven. Vanaf 940 was Israël de leermeester van de toen ongeveer 15 jaar oude Bruno, de toekomstige aartsbisschop van Keulen en de broer van de Otto de Grote, de toekomstige eerste keizer van het Heilige Roomse Rijk. Froumund van Tegernsee beschrijf Israël Grammaticus als Ruotbert's "stralende licht". In 947 woonde Israël een synode in Verdun bij, die werd voorgezeten door Ruotbert. Hier wordt hij aangeduid als een bisschop, maar zonder identificatie van zijn bisschopszetel. Tiende-eeuwse bronnen beschrijven Israël als een bisschop; rond 950 vindt men een man met de naam Israël als bisschop van Aix-en-Provence, maar het is niet zeker dat het hier wel om dezelfde persoon gaat.
Hij was beroemd als schoolmeester en heeft waarschijnlijk een belangrijke rol gespeeld in de heroprichting door Otto de Grote van de hofschool in Aken. Tussen 948 en 950 kan Grammaticus een bisdom in Aken hebben bezet. In die jaren bediscussieerde hij de Christelijke ideeën over de drievuldigheid met een Joodse intellectueel met de naam Salomon. Salomon was waarschijnlijk de Byzantijnse ambassadeur met dezelfde naam.
Kort daarna trok Israël Grammaticus zich uit het openbare leven terug. Hij werd (weer) monnik in de Benedictijnse Sint-Maximinusabdij in Trier. Hier overleed hij op 26 april van een onbekend jaar. Lapidge plaatst zijn dood rond 970, terwijl Wood van mening is dat hij voor 967-68 overleed.

## Wetenschap
Oorkonden die in 928 werden opgesteld door koning Æthelstans klerk, "Æthelstan A", bevatten ongebruikelijke woorden die vrijwel zeker zijn gekopieerd van de Hiberno-Ierse gedichten Adelphus Adelphe en Rubisca. De gedichten geven blijk van een verfijnde kennis van het Grieks en worden door Lapidge beschreven als "erg moeilijk". Het is waarschijnlijk dat zij door Israël Grammaticus werden meegenomen van het continent. Daarbij was Adelphus Adelphe waarschijnlijk, en Rubisca mogelijk van zijn hand.
Mechthild Gretsch beschreef Israël als "een van de meest geleerde mannen in Europa", en Lapidge zegt dat hij "een volleerd grammaticus en dichter, en een van de weinige geleerden van zijn tijd was, die uit de eerste hand kennis van het Oudgrieks had." Kennis van het Oudgrieks was in deze periode in Rome zo zeldzaam dat Anastasius Bibliothecarius in de jaren 870 niet in staat was om ook maar iemand te vinden, die competent genoeg was een tekst uit het Grieks naar het Latijn te vertalen. Hij moest het uiteindelijk zelf doen. Israel Grammaticus schreef over theologie en hij verzamelde werken over geneeskunde. In de jaren 940 raakte hij geïnteresseerd in de Ierse filosoof, Johannes Scotus Eriugena. Hij becommentarieerde diens werken in een manuscript dat bewaard is gebleven in Sint Petersburg. In een manuscript maakte hij interlineaire glossen bij Porphyrius' Isagoge. Hij beval Johannes Scotus' hoofdwerk de Periphyseon (Latijn: De divisione naturae) aan. Zijn redactie van een commentaar op Donatus' Ars Minor was in de Middeleeuwen een veelgebruikte tekst in het onderwijs; deze tekst was tot in de twintigste eeuw nog steeds in druk verkrijgbaar.

## Voetnoten
1. ↑  Israël wordt door de meeste moderne geleerden "Grammaticus" (Latijn) of "the Grammarian" (Engels) genoemd, maar Edouard Jeauneau verwijst naar hem als "Israël Scot" (Lapidge, Anglo-Latins literature, blz. 87, n. 1 (Scot betekent hier Iers) en Michael Wood noemt hem "Israël van Trier" (Wood, A Carolingian Scholar, blz. 135).
2. ↑  Kan tien jaar eerder of later zijn geweest
3. ↑  Wood, A Carolingian Scholar, blz. 135
4. ↑  Leonardi, Intellectual Life, blz. 186-188.
5. ↑  Lapidge, Anglo-Latin Literature, blz 5-24; Wood, A Carolingian Scholar, blz.138; Leonardi, "Intellectual Life, blz. 191.
6. ↑  Lapidge, Anglo-Latin literature, blz. 88-89
7. 1 2  Wood, A Carolingian Scholar, blz. 138.
8. ↑  Lapidge, Anglo-Latin Literature, blz 88, 92
9. ↑  Lapidge, Anglo-Latin Literature, blz. 90.
10. ↑  Lapidge, Anglo-Latin Literature, blz. 87-88.
11. ↑  Lapidge, Anglo-Latin Literature, blz. 89-92, 99-103.
12. ↑  Wood, Stand Strong Against the Monsters, blz. 205-206; Wood, A Carolingian Scholar, blz. 141-142.
13. ↑  Foot, Æthelstan , blz. 104.
14. ↑  Charles-Edwards, Wales and the Britons, blz. 635.
15. ↑  Lapidge, Anglo-Latin Literature, blz. 89.
16. ↑  Wasserstein, "The First Jew in England", blz. 283-288.;Lapidge, Anglo-Latin Literature, blz. 89, n. 17; Foot}, Æthelstan, blz. 104.
17. ↑  Lapidge,  Anglo-Latin Literature, blz. 92-103.
18. ↑  Foot, Æthelstan, blz. 105
19. ↑  Lapidge, Anglo-Latin Literature, blz. 105; Gretsch, Intellectual Foundations, blz 314, 336; Woodman, "Æthelstan A", blz. 227-228.
20. ↑  Gretsch, Intellectual Foundations, blz. 314-315, 336; Lapidge, Anglo-Latin Literature, blz. 111.
21. ↑  Stevenson, "The Irish Contribution, blz. 176.
22. ↑  Lapidge, Anglo-Latin Literature, blz. 88, 103; Wood, A Carolingian Scholar, blz. 159.
23. ↑  Lapidge, Anglo-Latin Literature, blz. 88.
24. 1 2  Wood,A Carolingian Scholar, blz. 142.
25. ↑  Wood, A Carolingian Scholar, blz. 160.
26. ↑  Lapidge, Anglo-Latin Literature, blz. 88-89.; Wood, A Carolingian Scholar, blz. 138, 161.
27. ↑  Lapidge stelt dat Israël waarschijnlijk de Rubisca heeft geschreven, maar andere geleerden geven de voorkeur aan een datum voor zijn tijd (zie Woodman, Æthelstan a, blz. 227-228).) Stevenson denkt dat dit werk door een Ierse geleerde op het vasteland in de late negende of vroege tiende eeuw is geschreven. Stevenson, "The Irish Contribution", blz. 277)
28. ↑  Gretsch, Intellectual Foundations, blz. 314.
29. ↑  Lapidge, Israel the Grammarian, Blackwell Encyclopedia
30. ↑  Leonardi, Intellectual Life, blz. 189.
31. ↑  Lapidge, Anglo-Latin Literature, blz. 87, 103
32. ↑  Wood, A Carolingian Scholar, blz. 140, 149,

## Verder lezen
- (fr)  Edouard Jeuneau, Etudes Erigéniennes, hoofdstuk: Pour le dossier d'Israel Scot, 1987, blz. 641–706
- (fr)  Colette Jeudy, Israël le grammairien et la tradition manuscrite du commentaire de Remi d'Auxerre à l' 'Ars minor' de Donat, in Studi medievali, reeks 3, nr. 18, 1977, blz. 751–771
- (de)  Carl Selmer, Israel, ein unbekannter Schotte des 10, Jahrunderts, in Studien und Mitteilungen zur Geschichte des Benediktiner-Ordens und seiner Zweige, nr. 62, 1950, blz. 69–86

## Interwiki-bronvermelding
- Dit artikel of een eerdere versie ervan is een (gedeeltelijke) vertaling van het artikel Israel the Grammarian op de Engelstalige Wikipedia, dat onder de licentie Creative Commons Naamsvermelding/Gelijk delen valt. Zie de bewerkingsgeschiedenis aldaar.